# 天主教卡姆登教區
天主教卡姆登教區（拉丁語：Dioecesis Camdensis）是美國一個羅馬天主教教區，屬紐瓦克總教區。成立於1937年12月9日。
範圍包括新澤西州南部六縣，教座位於卡姆登。2006年有教友463,769人（佔轄區總人口33.8%）、125個堂區、315名司鐸。現任教區主教若瑟·A·加蘭特。